# كين كيارني
كين كيارني (بالإنجليزية: Ken Kearney)‏ هو لاعب دوري الرغبي أسترالي، ولد في 3 مايو 1924 في Penrith, New South Wales ‏ في أستراليا، وتوفي في 18 أغسطس 2006 في غولد كوست في أستراليا بسبب نوبة قلبية.